# Harald Hein
Harald Hein (* 19. dubna 1950 – 20. května 2008 Tauberbischofsheim, Německo) byl západoněmecký a německý sportovní šermíř, který kombinoval šerm fleretem a kordem.
Západní Německo reprezentoval v sedmdesátých a osmdesátých letech. Na olympijských hrách startoval v roce 1972, 1976 a 1984 v soutěži jednotlivců a družstev. V roce 1980 přišel o účast na olympijských hrách kvůli bojkotu. V roce 1977 obsadil druhé a v roce 1978 a 1985 třetí místo na mistrovství světa v soutěži jednotlivců. Se západoněmeckým družstvem fleretistů vybojoval na olympijských hrách zlatou (1976) a stříbrnou (1984) olympijskou medaili. V roce 1977 a 1983 vybojoval s družstvem fleretistů titul mistrů světa a v roce 1973 získal titul mistrů světa s družstvem kordistů.